# Малий Тростянець
Ма́лий Тростяне́ць — село в Україні, у Щербанівській сільській громаді Полтавського району Полтавської області. Населення становить 385 осіб.

## Географія
Село Малий Тростянець знаходиться на відстані 1 км від села Великий Тростянець, за 1,5 км — від села Вищі Вільшани та за 9 км від Полтави.

## Історія
12 червня 2020 року, відповідно до розпорядження Кабінету Міністрів України № 721-р «Про визначення адміністративних центрів та затвердження територій територіальних громад Полтавської області», село увійшло до складу Щербанівської сільської громади.
19 липня 2020 року, в результаті адміністративно - територіальної реформи та ліквідації Полтавського району(1925-2020), село увійшло до складу новоутвореного Полтавського району.